# React Native
React Native – otwartoźródłowy zestaw narzędzi dla programistów przeznaczony do tworzenia natywnych, wieloplatformowych aplikacji mobilnych, komputerowych, internetowych oraz aplikacji dla telewizorowych systemów operacyjnych, stworzony przez firmę Facebook, Inc., korzystający z biblioteki tego samego twórcy, React.js.
W 2020 roku React Native był najczęściej wybieranym zestawem narzędzi do tworzenia aplikacji mobilnych.